# Sanandréská kreolština
Sanandréská kreolština (sanandréskokreolsky Islander Creole English) je kreolský jazyk na bázi angličtiny, kterým se mluví v Kolumbii, na souostroví a v departementu San Andrés a Providencia. Mluví jím mulatské etnikum Raizal, jazyk byl ovlivněn africkými jazyky twi, eveština a igboština. Jazyk je velmi podobný belizské kreolštině nebo kreolštině Pobřeží Moskytů. Jazyk je podstatně jednodušší než angličtina.

## Používání sanandréské kreolštiny
Tímto jazykem mluví asi 12 000 lidí. Na San Andrés a Providencia jsou tři úřední jazyky, jedním z nich je sanandréská kreolština, těmi dalšími jsou angličtina a španělština. Angličtina byla původním jazykem, nyní se používá hlavně při obřadech v baptistických kostelech, v televizi, nebo při komunikaci s turisty. Ve školách je vyučována britská angličtina. Dále do této oblasti dostávají imigranti ze zbytku Kolumbie (hlavně z měst Cartagena, Barranquilla a Bogotá), ti mluví španělsky. Sanandréská kreolština však stále žije, většina místních si váží svého kreolského původu.

## Vzorový text
Yu si, God lov aal di pipl iina disya
worl so moch ihn gi ihn ongl Son;
so enybady weh chros iina him no
gwain ded; dehn gwain liv wid
im fareva. God neva sen ihn Son
iina di worl fi kandem di pipl dem,
bot fi dem get siev chruu him.